# Trapped!
Trapped! è il sesto album del gruppo musicale power metal tedesco Rage, pubblicato nel 1992 dalla Noise Records.

## Edizioni
Esistono 2 edizioni diverse di Trapped!: l'edizione standard e quella rimasterizzata del 2002 con 5 tracce in più e una copertina diversa.

## Tracce
1. Shame on You - 4:50 (Peavy/Schmidt)
2. Solitary Man - 3:38 (Peavy/Schmidt)
3. Enough Is Enough - 6:44 (Peavy/Schmidt)
4. Medicine - 3:44 (Peavy)
5. Questions - 3:56 (Peavy)
6. Take Me to the Water - 6:01 (Peavy)
7. Power and Greed - 4:26 (Peavy/Schmidt)
8. The Body Talks - 4:35 (Peavy)
9. Not Forever - 3:37 (Peavy)
10. Beyond the Wall of Sleep - 4:04 (Peavy)
11. Baby, I'm Your Nightmare - 5:23 (Peavy)
12. Fast as a Shark (Accept) - 3:03 (Hoffmann/Dirkschneider/Kaufmann/Baltes)
13. Difference - 4:57 (Peavy)

Remastered Bonus Tracks
1. Innocent Guilty - 2:50 (Peavy)
2. Marching Heroes - The Wooden Cross - 3:14 (Peavy)
3. Bury All Life - 5:33 (Peavy/Schmidt/Efthimiadis)
4. I Want You - 3:40 (Peavy/Schmidt/Efthimiadis)
5. Questions (Demo Version) - 4:37 (Peavy)

## Formazione
- Peter Wagner - voce, basso
- Manni Schmidt - chitarra
- Chris Efthimiadis - batteria